# Grace Morley
Grace Louise McCann Morley (* 3. November 1900 in Berkeley; † 8. Januar 1985 in Neu-Delhi) war eine amerikanische Kunsthistorikerin, Museologin und Museumsleiterin. Sie war Gründungsmitglied des San Francisco Museum of Modern Art und von 1934 bis 1958 dessen Leiterin.

## Leben
Morley wuchs im kalifornischen St. Helena auf und besuchte in ihren ersten 10 Lebensjahren keine Schule. Dann lernte sie an der St. Helena High School und studierte anschließend Kunst und Literatur an der University of California in Berkeley. Weil es an ihrer Schule keine Französisch-Kurse gegeben hatte, brachte sie sich selbst Französisch bei und schrieb 1924 ihre Masterarbeit über die Dichtung des Aristoteles in französischer Sprache. 1926 promovierte sie in Paris in Kunstgeschichte mit einem Thema über französische Kunst und Literatur im 17. Jahrhundert bei Gustave Reynier. Kurzfristig lehrte sie dann am Goucher College der University of Maryland in Baltimore französische Literatur und Sprache, bis sie 1930 als Kuratorin am Cincinnati Museum of Art begann.
1934 wurde sie Museumsdirektorin des San Francisco Museum of Modern Art (SFMOMA) und arbeitete in dieser Funktion bis 1958. Morley leitete damit das zweite Museum für Moderne Kunst in den USA und konzipierte in ihrer Amtszeit viele Ausstellungen zu europäischen Künstlern und machte sie damit auch außerhalb New Yorks bekannt. Aber auch viele Ausstellungen amerikanischer Künstler wurden von ihr kuratiert. Im Bereich der Museumspädagogik beschritt sie neue Wege: Sie bot Kurse in Kunstgeschichte am Museum an, etablierte eine Museumsbibliothek und zeigte regelmäßig Filme. Zu den bedeutendsten Leistungen zählt aber der Aufbau einer Sammlung moderner Kunst. Als eines der ersten Museen der Vereinigten Staaten kaufte das SFMOMA Kunst der damals jungen und noch unbekannten Abstrakten Expressionisten an.
Zwischen 1940 und 1945 war Morley Mitglied des Komitees für Kunst des Außenministeriums und organisierte und kuratierte Ausstellungen zur amerikanischen Kunst im Ausland, insbesondere in Lateinamerika. 1946 beriet sie die vorbereitenden Konferenz zur Gründung der UNESCO. Zwischen 1946 und 1949 war sie auf Bitten des amerikanischen Außenministeriums Museumsberaterin der UNESCO und dann Leiterin der Museumsabteilung der UN-Organisation. In dieser Funktion war sie vor allem mit der Klärung von Raubkunstfällen in Deutschland beschäftigt und vermittelte zwischen den alliierten Siegermächten. Außerdem verantwortete sie die ersten Ausgaben der Zeitschrift „Museum“ der UNESCO, die sich museologischen Fragen widmet.
1949 kehrte sie wieder ganz an das SFMOMA zurück und wurde dort wieder Direktorin. 9 Jahre später schied sie im Streit mit dem Verwaltungsrat aus. Kurzfristig war sie stellvertretende Leiterin des Solomon R. Guggenheim Museums, übersiedelte dann aber 1960 nach Indien und wurde Gründungsdirektorin des Nationalmuseums Neu-Delhi, das unter ihr rasch zum größten und bedeutendsten Museum Indiens wurde.

## Engagement
Morley war während ihrer aktiven Berufszeit in den Vereinigten Staaten Vizepräsidentin der American Federation of Arts und Beraterin für Kunst des Bureau of Inter-American Affairs. Außerdem war sie aktives Mitglied des International Council of Museums (ICOM) und war von 1967 bis 1978 Leiterin der Sektion Süd- und Südostasien.

## Ehrungen
1937 erhielt Morley die Ehrendoktorwürde des Mills College, der University of California und des California College of Arts and Crafts. Die indische Regierung verlieh ihr den Padma Bhushan, einen der höchsten zivilen Orden des Landes. Außerdem erhielt sie den Ritterorden der französischen Ehrenlegion.
Das SFMOMA gründete Morley zu Ehren die „Grace McCann Morley Legacy Society“, die Schenkungen an das Museum mit Privilegien belohnt. Das ICOM lobt jedes Jahr ein Grace-Morley-Forschungsstipendium für junge Museologen aus.

## Werke (Auswahl)
- An introduction to contemporary Peruvian painting. San Francisco Museum of Art, 1942
- Karl Morris; Retrospective, American Federation of Arts, 1960
- Le sentiment de la nature en France dans la première moitié du dix-septième siècle. B. Franklin, New York, 1972
- Museums today. University of Baroda, 1981
- Indian Sculpture, Roli Books, 2005 (Neuauflage)